# Cornelius Vanderbilt Whitney
Cornelius Vanderbilt Whitney (né le 20 février 1899 à Roslyn dans l'état de New York aux États-Unis - mort le 13 décembre 1992 à Saratoga Springs) est un homme d'affaires et homme politique américain, producteur, écrivain, et haut fonctionnaire, mais aussi le propriétaire d'une écurie renommée de Pur-sang anglais.

## Biographie
Né à Roslyn, dans l'État de New York, il était le fils de Harry Payne Whitney (1870-1932) et de Gertrude Vanderbilt (1875-1942). En tant que descendant des  familles Whitney et Vanderbilt, il a hérité d'une fortune considérable. Cependant, Cornelius Vanderbilt Whitney s'est avéré être un homme d'affaires très capable, en utilisant ses relations pour faire les investissements qui ont joué un rôle important dans le développement de l'économie américaine.